# 王东明 (数学家)
王东明 (1961年7月—)，中国教育部第六批"长江学者"特聘教授，欧洲科学院院士，出版多本专著、发表百余篇篇论文。

## 生平
1983年取得中国科学技术大学学士学位，1987年取得中国科学院系统科学研究所博士学位，师从吴文俊。
北京航空航天大学特聘教授。任职于广西民族大学。

## 学术兼职
担任Mathematics in Computer Science主编、《中国科学：信息科学》（英文版）常务副主编、Journal of Symbolic Computation等期刊编委。